# 甲斐大泉駅
甲斐大泉駅（かいおおいずみえき）は、山梨県北杜市大泉町西井出にある、東日本旅客鉄道（JR東日本）小海線の駅である。
駅の標高は1,158 mで、全JR駅の中で第3位である。

## 歴史
- 1933年（昭和8年）7月27日：国鉄小海南線（→小海線） 小淵沢駅 - 清里駅間の開通に伴い、開業（一般駅）[3]。
- 1963年（昭和38年）2月1日：貨物の取り扱いを廃止[4]。
- 1970年（昭和45年）10月1日：荷物の扱いを廃止[5]。駅員無配置駅となる[6]（簡易委託化[7]）。
- 1976年（昭和51年）10月3日：当駅 - 野辺山駅間でヤスデが大量発生。当駅で折り返し運転を実施（ヤスデの発生による運休は初）[8]。
- 1987年（昭和62年）4月1日：国鉄分割民営化により、東日本旅客鉄道（JR東日本）の駅となる[9]。
- 2014年（平成26年）4月1日：東京近郊区間に編入される[10]。
- 2023年（令和5年）3月26日：簡易委託を解除し、無人化。

## 駅構造
相対式ホーム2面2線を持つ地上駅である。木造駅舎を有する。互いのホームは構内踏切で連絡している。
中込駅管理の無人駅である。以前は簡易委託駅で窓口が設置されていた。2014年（平成26年）4月1日に小淵沢駅と清里駅にSuicaが導入されたが、その間にある甲斐小泉駅と当駅はSuicaなどのICカードは利用できない。

### のりば
| ホーム | 路線    | 方向 | 行先           |
| ------ | ------- | ---- | -------------- |
| 駅舎側 | ■小海線 | 上り | 小淵沢方面     |
| 反対側 | ■小海線 | 下り | 清里・小海方面 |

- 案内上の番線番号は設けられていない。

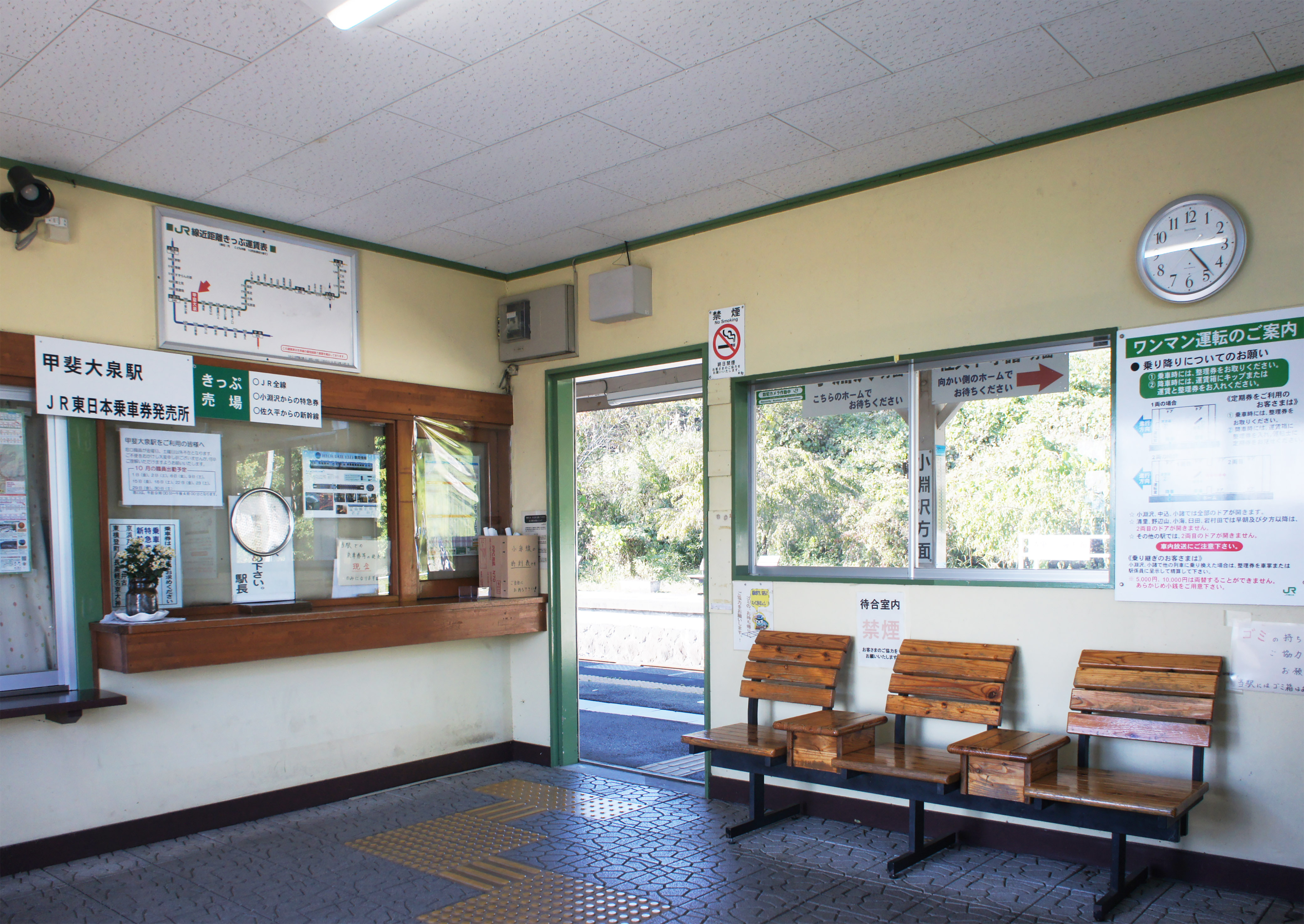
改札口（2021年10月）
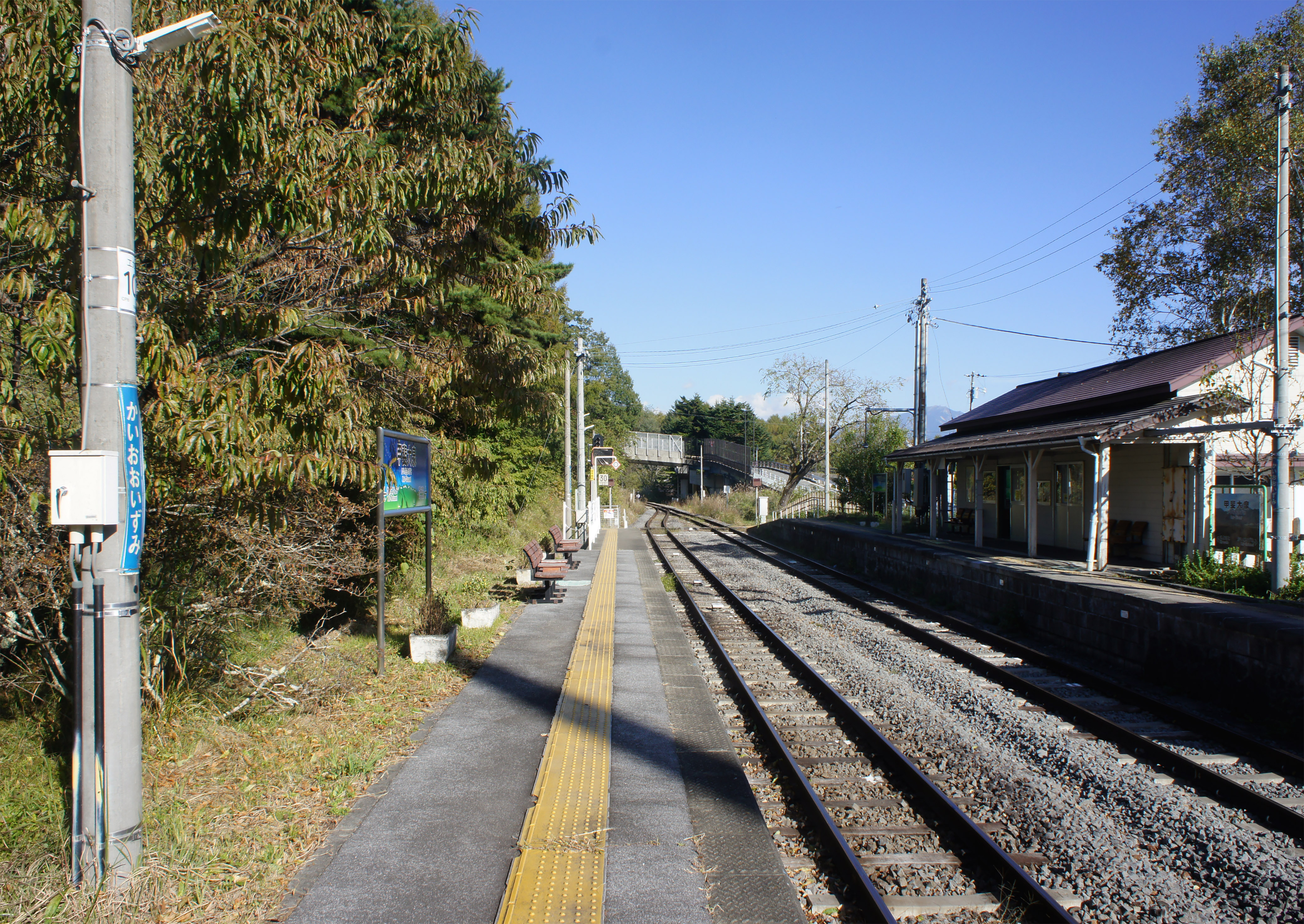
ホーム（2021年10月）
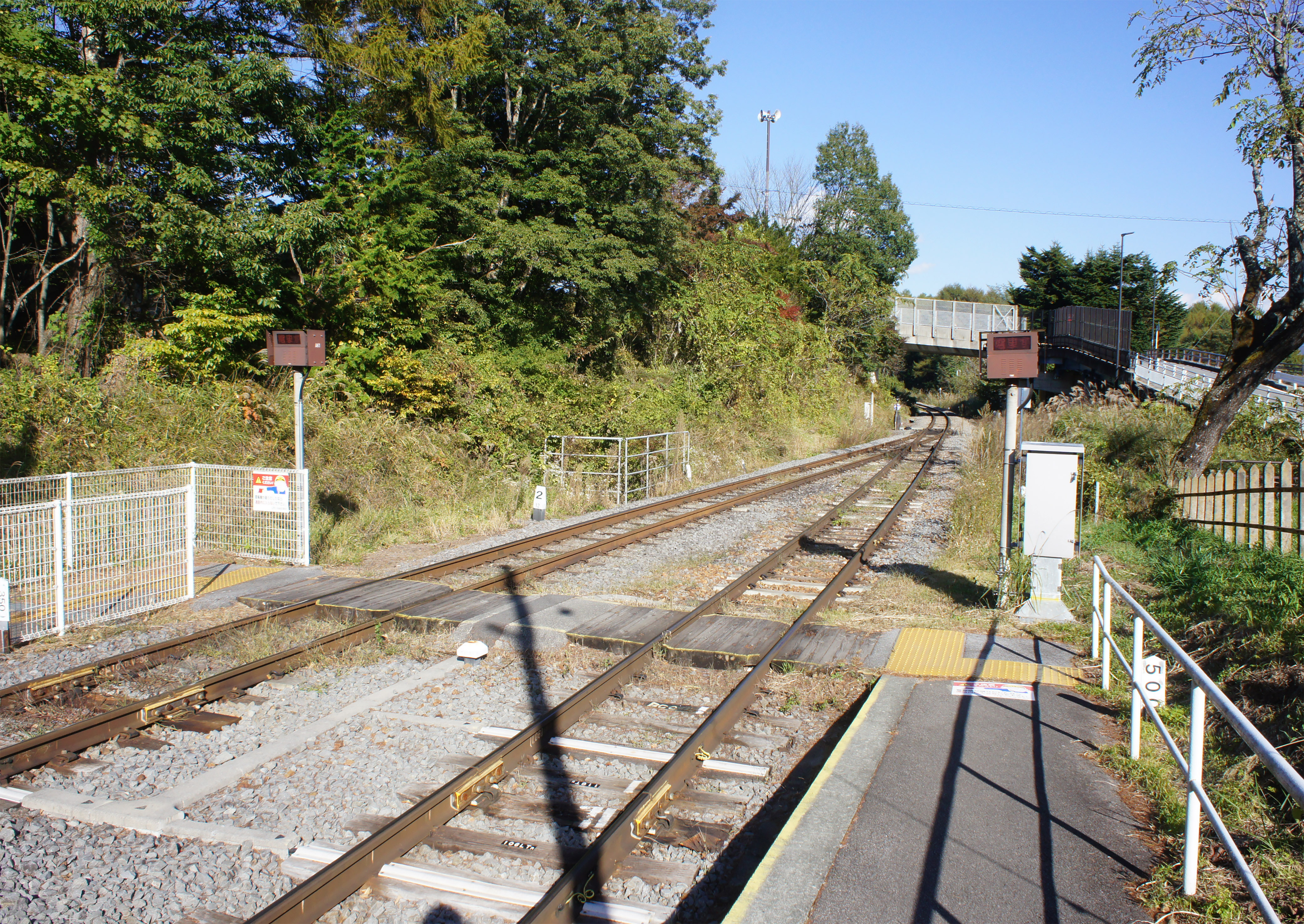
構内踏切（2021年10月）

## 利用状況
JR東日本によると、2000年度（平成12年度）- 2021年度（令和3年度）の1日平均乗車人員の推移は以下のとおりであった。
| 1日平均乗車人員推移 | 1日平均乗車人員推移 | 1日平均乗車人員推移 | 1日平均乗車人員推移 | 1日平均乗車人員推移 |
| 年度                | 定期外              | 定期                | 合計                | 出典                |
| ------------------- | ------------------- | ------------------- | ------------------- | ------------------- |
| 2000年（平成12年）  |                     |                     | 69                  | [ 利用客数 1 ]      |
| 2001年（平成13年）  |                     |                     | 72                  | [ 利用客数 2 ]      |
| 2002年（平成14年）  |                     |                     | 69                  | [ 利用客数 3 ]      |
| 2003年（平成15年）  |                     |                     | 59                  | [ 利用客数 4 ]      |
| 2004年（平成16年）  |                     |                     | 66                  | [ 利用客数 5 ]      |
| 2005年（平成17年）  |                     |                     | 70                  | [ 利用客数 6 ]      |
| 2006年（平成18年）  |                     |                     | 70                  | [ 利用客数 7 ]      |
| 2007年（平成19年）  |                     |                     | 72                  | [ 利用客数 8 ]      |
| 2008年（平成20年）  |                     |                     | 79                  | [ 利用客数 9 ]      |
| 2009年（平成21年）  |                     |                     | 73                  | [ 利用客数 10 ]     |
| 2010年（平成22年）  |                     |                     | 71                  | [ 利用客数 11 ]     |
| 2011年（平成23年）  |                     |                     | 78                  | [ 利用客数 12 ]     |
| 2012年（平成24年）  | 66                  | 10                  | 76                  | [ 利用客数 13 ]     |
| 2013年（平成25年）  | 76                  | 14                  | 90                  | [ 利用客数 14 ]     |
| 2014年（平成26年）  | 62                  | 14                  | 76                  | [ 利用客数 15 ]     |
| 2015年（平成27年）  | 61                  | 13                  | 74                  | [ 利用客数 16 ]     |
| 2016年（平成28年）  | 50                  | 9                   | 59                  | [ 利用客数 17 ]     |
| 2017年（平成29年）  | 53                  | 9                   | 62                  | [ 利用客数 18 ]     |
| 2018年（平成30年）  | 42                  | 12                  | 55                  | [ 利用客数 19 ]     |
| 2019年（令和元年）  | 29                  | 11                  | 41                  | [ 利用客数 20 ]     |
| 2020年（令和02年）  | 10                  | 4                   | 14                  | [ 利用客数 21 ]     |
| 2021年（令和03年）  | 12                  | 6                   | 18                  | [ 利用客数 22 ]     |

## 駅周辺
別荘地としての開発が進んでいる。
- 山梨県道28号北杜八ヶ岳公園線
- 大開簡易郵便局
- 甲斐大泉温泉　パノラマの湯
- 北杜市民バス「甲斐大泉駅」停留所

## 隣の駅
東日本旅客鉄道（JR東日本）
■小海線
甲斐小泉駅 - 甲斐大泉駅 - 清里駅

### 記事本文
1. 1 2 3 4 5  信濃毎日新聞社出版部『長野県鉄道全駅 増補改訂版』信濃毎日新聞社、2011年7月24日、160頁。ISBN 9784784071647。
2. ↑  緯度経度付き全国沿線・駅データベース - 公益財団法人国土地理協会、2015年8月6日閲覧。
3. ↑  大蔵省印刷局, ed (1933-07-19). “鉄道省告示 第317号”. 官報 (国立国会図書館デジタルコレクション) (1964).
4. ↑  石野哲 編『停車場変遷大事典 国鉄・JR編 Ⅱ』（初版）JTB、1998年10月1日、201頁。ISBN 978-4-533-02980-6。
5. ↑  「日本国有鉄道公示第420号」『官報』1970年10月1日。
6. ↑  「通報 ●小海線甲斐大泉、松原湖及び北中込駅の駅員無配置について（旅客局）」『鉄道公報』日本国有鉄道総裁室文書課、1970年10月1日、13面。
7. ↑  「第2章 近代化／IV 旅客」『長鉄局三十年史』日本国有鉄道長野鉄道管理局、1980年10月14日、162頁。
8. ↑  ヤスデの大群小海線止める 線路に十キロ、埋めつくす『朝日新聞』1976年（昭和51年）10月4日朝刊、13版、23面
9. ↑  曽根悟（監修） 著、朝日新聞出版分冊百科編集部 編『週刊 歴史でめぐる鉄道全路線 国鉄・JR』 3号 飯田線・身延線・小海線、朝日新聞出版〈週刊朝日百科〉、2009年7月26日、27頁。
10. ↑  『Suicaの一部サービスをご利用いただける駅が増えます』（PDF）（プレスリリース）東日本旅客鉄道、2013年11月29日。オリジナルの2019年2月14日時点におけるアーカイブ。2020年3月24日閲覧。
11. ↑  『週刊 JR全駅・全車両基地』 12号 大宮駅・野辺山駅・川原湯温泉駅ほか92駅、朝日新聞出版〈週刊朝日百科〉、2012年10月28日、25頁。
12. ↑  Suica首都圏エリア - JR東日本, 2020年4月24日閲覧.
13. 1 2  “JR東日本：駅構内図・バリアフリー情報（甲斐大泉駅）”.   東日本旅客鉄道. 2025年6月1日閲覧。

### 利用状況
1. ↑  各駅の乗車人員（2000年度） - JR東日本
2. ↑  各駅の乗車人員（2001年度） - JR東日本
3. ↑  各駅の乗車人員（2002年度） - JR東日本
4. ↑  各駅の乗車人員（2003年度） - JR東日本
5. ↑  各駅の乗車人員（2004年度） - JR東日本
6. ↑  各駅の乗車人員（2005年度） - JR東日本
7. ↑  各駅の乗車人員（2006年度） - JR東日本
8. ↑  各駅の乗車人員（2007年度） - JR東日本
9. ↑  各駅の乗車人員（2008年度） - JR東日本
10. ↑  各駅の乗車人員（2009年度） - JR東日本
11. ↑  各駅の乗車人員（2010年度） - JR東日本
12. ↑  各駅の乗車人員（2011年度） - JR東日本
13. ↑  各駅の乗車人員（2012年度） - JR東日本
14. ↑  各駅の乗車人員（2013年度） - JR東日本
15. ↑  各駅の乗車人員（2014年度） - JR東日本
16. ↑  各駅の乗車人員（2015年度） - JR東日本
17. ↑  各駅の乗車人員（2016年度） - JR東日本
18. ↑  各駅の乗車人員（2017年度） - JR東日本
19. ↑  各駅の乗車人員（2018年度） - JR東日本
20. ↑  各駅の乗車人員（2019年度） - JR東日本
21. ↑  各駅の乗車人員（2020年度） - JR東日本
22. ↑  各駅の乗車人員（2021年度） - JR東日本